# Comté de Logan (Kansas)
Pour les articles homonymes, voir Comté de Logan.
Le comté de Logan est l’un des 105 comtés de l’État du Kansas, aux États-Unis. Fondé le 24 février 1887, il a été nommé en hommage à John Alexander Logan, général et sénateur.
Siège et plus grande ville : Oakley.

## Géolocalisation
| Comté de Sherman | Comté de Thomas  |                |
| Comté de Wallace | Comté de Logan   | Comté de Gove  |
|                  | Comté de Wichita | Comté de Scott |